# Степанов, Виктор Петрович
Ви́ктор Петро́вич Степа́нов (род. 1941) — советский и российский учёный и педагог в области физической химии, доктор химических наук (1982), профессор (2002). Лауреат Государственной премии СССР (1988). Заслуженный деятель науки Российской Федерации.

## Биография
Родился 12 сентября 1941 года в селе Таналык, Новоорского района Оренбургской области.
С 1960 по 1965 годы проходил обучение на химическом факультете Уральского государственного университета.
С 1965 года начал свою научно-исследовательскую деятельность в Институте химии твёрдого тела УрО РАН, работая в должностях: лаборанта, научного сотрудника, старшего и ведущего научного сотрудника, заведующего лаборатории и заместителя директора по науке Институте химии твёрдого тела УрО РАН, основная научная работа была связана с вопросами высокотемпературной физической химии, под его руководством и при непосредственном участии была сформирована научная школа в области изучения межфазных явлений в ионных расплавах.
С 1995 года начал педагогическую деятельность — профессором, одновременно являясь руководителем государственной аттестационной комиссии химического факультета Уральского государственного университета, под его руководством был организован филиал кафедры физической химии и аспирантура УрГУ при ИХТ УрО РАН, преподавал курс лекций по вопросам современных проблем высокотемпературной физической химии и теоретической электрохимии.
В 1969 году В. П. Степанов защитил диссертацию на соискание учёной степени — кандидата химических наук по теме: «Поверхностная активность катионов в бинарных хлоридных расплавах», в 1983 году — доктора химических наук по теме: «Межфазные явления в ионных расплавах». В 2002 году В. П. Степанову было присвоено учёное звание — профессора.
В. П. Степанов являлся членом Объединённого учёного совета по химии и металлургии Уральского отделения Российской академии наук, председателем подсекции расплавленных солей и членом Научного совета по электрохимии Российской академии наук. Был председателем Совета по защите докторских диссертаций ИХТ УрО РАН. Помимо основной деятельности являлся членом редакционной коллегии научного журнала «Расплавы», является автором более 200 научных работ, в том числе и нескольких монографий.
В 1988 году Постановлением ЦК КПСС и Совета Министров СССР «за цикл работ „Разработка основ физической химии и электрохимии расплавленных электролитов“ (1957—1986)» Виктор Петрович Степанов был удостоен — Государственной премии СССР в области науки и техники.

## Основные труды
Основной источник:
- Поверхностная активность катионов в бинарных хлоридных расплавах / Свердловск, 1968 г. — 200 с.
- Межфазные явления в ионных солевых расплавах / В. П. Степанов; Рос. АН, Урал. отд-ние, Ин-т высокотемператур. электрохимии. — Екатеринбург : Наука : Ин-т высокотемператур. электрохимии, 1993 г. — 315 с. — ISBN 5-7691-0388-4
- Анализ зависимости поверхностного натяжения расплавленных галогенидов щелочных металлов от размеров ионов // Электрохимия. Т. 38, № 6. 2002 г. — С.643-648
- Плотность заряда на золотом электроде в галогенидных расплавах // Расплавы. № 5. 2003 г. — С.49-65
- Потенциал нулевого заряда твердого золотого электрода в расплавленных галогенидах щелочных и щелочно-земельных металлов // Расплавы. № 3. 2004 г. — С.51-58
- Физическая химия поверхности твердых электродов в солевых расплавах / В. П. Степанов. — Тип. Уральского центра академического обслуживания, Екатеринбург: УрО РАН, 2005 г. — 323 с. — ISBN 5-7691-1555-6
- Phase Densities of Molten Mixtures of Alkali-Metal Halogenides with Limited Mutual Solubility // Z. Naturforschung. A. Vol. 62a. 2007. — P.303-308
- Ионные расплавы : упругие и калорические свойства / В. И. Минченко, В. П. Степанов ; Российская акад. наук, Уральское отд-ние, Ин-т высокотемпературной электрохимии. — Екатеринбург : ИВЭХ УрО РАН, 2008 г. — 366 с.
- Влияние размера аниона на скорость звука в расслаивающихся смесях галогенидов щелочных металлов // Журн. физ. химии. T. 83, № 12. 2009 г. — С.2375-2379
- The Adiabatic Compressibility of Two-Phase Systems of Salt Mixtures Based on Lithium Fluoride // Russian J. Phys. Chem. A. Vol. 83, № 13. 2009 г. — Р.2199-2203
- Interfacial Tension in Immiscible Mixtures of Alkali Halides // Phys. Chem. Vol. 12, № 5. 2010 г. — P.1139-1144
- Основные вопросы электрохимии расплавленных солей / В. П. Степанов; Российская акад. наук, Уральское отд-ние, Ин-т высокотемпературной электрохимии. — Екатеринбург : РИО УрО РАН, 2012 г. — 290 с. — ISBN 978-5-7691-2304-7

## Награды
Звания
- Заслуженный деятель науки Российской Федерации[4]

Премии
- Государственная премия СССР в области науки и техники (1988[2])